# Ekelmoor
Das Ekelmoor ist ein Naturschutzgebiet in der niedersächsischen Gemeinde Stemmen in der Samtgemeinde Fintel im Landkreis Rotenburg (Wümme).

## Allgemeines
Das Naturschutzgebiet mit dem Kennzeichen NSG LÜ 047 ist rund 607 Hektar groß. Es ist Bestandteil des FFH-Gebietes „Wümmeniederung“ und des Vogelschutzgebietes „Moore bei Sittensen“. Im Norden grenzt es an das Naturschutzgebiet „Tister Bauernmoor“, mit dem es einen Biotopverbund bildet. Im Süden grenzt es an das zum 1. August 2020 ausgewiesene Naturschutzgebiet „Wümmeniederung mit Rodau, Wiedau und Trochelbach“, in dem Teile des Naturschutzgebietes „Ekelmoor“ aufgingen. Das Gebiet steht seit dem 2. Oktober 1979 unter Naturschutz. Zum 2. Februar 1985 wurde es mit dem ebenfalls zum 2. Oktober 1979 ausgewiesenen Naturschutzgebiet „Südliches Ekelmoor“ zusammengelegt. Dabei gingen auch Teile des Landschaftsschutzgebietes „Wümmeniederung von der Amtsbrücke Rotenburg aufwärts bis an die Wümmebrücke vor dem Dorfe Wümme“ mit in dem Naturschutzgebiet auf, das nun rund 652 Hektar groß war. Zuständige untere Naturschutzbehörde ist der Landkreis Rotenburg (Wümme).

## Beschreibung
Das Naturschutzgebiet liegt südöstlich von Sittensen am Rand der Wümmeniederung. Es stellt einen entwässerten und teilabgetorften Hochmoorstandort unter Schutz. Das Gebiet wird von großflächigen Offenlandbereichen geprägt, an die sich verbuschte bzw. bewaldete Flächen anschließen. Die Offenlandbereiche bestehen aus brachgefallenen Grünländern, Binsensümpfen und Pfeifengraswiesen sowie renaturierungsfähigem Hochmoor mit Torfmoor-Schlenken, Übergangs- und Schwingrasenmooren und kleinflächig Feuchtheiden mit Glocken-Heide. An trockeneren Standorten sind Zwergstrauchheiden ausgebildet. Hier dominiert die Besenheide, dazu gesellen sich Krähenbeere, Heidel- und Preiselbeere. In die Heideflächen sind Englischer und Behaarter Ginster eingestreut. Die bewaldeten Bereiche werden von Moor- und Kiefernwäldern aus Moorbirke, Sandbirke und Waldkiefer eingenommen. Im Südosten gehen diese im Übergangsbereich zur Wümmeniederung in Bruchwälder und Sumpfgebüsche über. Im Naturschutzgebiet siedeln neben bereits genannten Arten unter anderem Rosmarinheide und Sumpfcalla.
1990 wurde mit der Wiedervernässung des Moores begonnen, darunter beispielsweise in dem abgetorften Bereich des Zitshornmoores im Nordwesten des Naturschutzgebietes.
Das Naturschutzgebiet ist Lebensraum verschiedener Amphibien. Libellen sind beispielsweise durch Große und Kleine Moosjungfer, Mond-Azurjungfer und Nordische Moosjungfer vertreten. Das Naturschutzgebiet ist als Vogelschutzgebiet Lebensraum unter anderem für Kranich, Uhu, Baumfalke, Kuckuck, Schwarzspecht, Bekassine, Kiebitz, Waldwasserläufer, Ziegenmelker, Neuntöter, Pirol, Sumpfrohrsänger, Gartenrotschwanz, Feldschwirl, Heidelerche, Blaukehlchen, Braunkehlchen, Schwarzkehlchen, Wasserralle sowie verschiedene Enten und Gänsearten, darunter Löffelente, Krickente, Knäkente und Schnatterente. Weiterhin hat das Gebiet besondere Bedeutung für Kranich, Kornweihe, Graugans, Reiherente, Löffelente, Krickente, Kiebitz, Flussregenpfeifer, Waldschnepfe, Grünschenkel und Raubwürger als Gastvögel.
Teile des Moores werden über Gräben zur Wümme bzw. zur Oste entwässert.